# Abre Campo
Abre Campo är en kommun i Brasilien.   Den ligger i delstaten Minas Gerais, i den sydöstra delen av landet, 800 km sydost om huvudstaden Brasília. Antalet invånare är 13 311.
Omgivningarna runt Abre Campo är huvudsakligen savann. Runt Abre Campo är det ganska glesbefolkat, med 42 invånare per kvadratkilometer.